# Cunina mucilaginosa
Cunina mucilaginosa är en nässeldjursart som först beskrevs av Adelbert von Chamisso och Karl Wilhelm Eysenhardt 1821.  Cunina mucilaginosa ingår i släktet Cunina och familjen Cuninidae. Inga underarter finns listade i Catalogue of Life.